# Vũ Bình (xã)
Vũ Bình là một xã thuộc huyện Lạc Sơn, tỉnh Hòa Bình, Việt Nam.

## Địa lý
Xã Vũ Bình nằm ở phía đông huyện Lạc Sơn, có vị trí địa lý:
- Phía đông giáp huyện Yên Thủy
- Phía tây giáp thị trấn Vụ Bản
- Phía nam giáp các xã Ân Nghĩa, Tân Mỹ và Yên Nghiệp
- Phía bắc giáp xã Bình Hẻm và xã Yên Phú.

Xã Vũ Bình có diện tích 33,07 km², dân số năm 2018 là 9.743 người, mật độ dân số đạt 295 người/km².

## Lịch sử
Địa bàn xã Vũ Bình hiện nay trước đây vốn là ba xã: Bình Cảng, Bình Chân, Vũ Lâm.
Trước khi sáp nhập, xã Bình Cảng có diện tích 11,02 km², dân số là 3.127 người, mật độ dân số đạt 284 người/km². Xã Bình Chân có diện tích 14,89 km², dân số là 2.788 người, mật độ dân số đạt 187 người/km². Xã Vũ Lâm có diện tích 7,16 km², dân số là 3.828 người, mật độ dân số đạt 535 người/km².
Ngày 17 tháng 12 năm 2019, Ủy ban Thường vụ Quốc hội ban hành Nghị quyết số 830/NQ-UBTVQH14 về việc sắp xếp các đơn vị hành chính cấp huyện, cấp xã thuộc tỉnh Hòa Bình (nghị quyết có hiệu lực từ ngày 1 tháng 1 năm 2020). Theo đó, sáp nhập toàn bộ diện tích và dân số của ba xã Bình Cảng, Bình Chân và Vũ Lâm thành xã Vũ Bình.